# Propriété de Banach-Saks
En analyse fonctionnelle (mathématique), un espace de Banach a la propriété de Banach-Saks si toute suite bornée de cet espace possède une sous-suite dont la moyenne de Cesàro converge. L'étude de cette propriété a été amorcée par Stefan Banach et Stanisław Saks.

## Définition et motivation
On dit qu'un espace de Banach X a la propriété de Banach-Saks si toute suite bornée (xm)m dans X admet une sous-suite (xmn)n qui converge au sens de Cesàro, c'est-à-dire qu'il existe un vecteur x dans X tel que
Beaucoup d'auteurs utilisent pour cette propriété l'abréviation BSP – de l'anglais Banach-Saks property – ou BS.
D'après le lemme de Mazur, toute limite faible d'une suite (xn)n est limite forte (i.e. en norme) d'une suite (yn)n de combinaisons convexes des xn. On peut donc se demander s'il existe même une telle suite (yn)n qui soit la suite des moyennes arithmétiques d'une suite extraite de  (xn)n. Puisque l'extraction de sous-suite est inévitable, on peut essayer d'alléger l'hypothèse de convergence faible de la suite (xn)n en la supposant seulement bornée. En effet, au moins dans un espace réflexif, toute suite bornée admet une sous-suite faiblement convergente.

## Exemples
- Tout espace uniformément convexe pour une norme équivalente (on sait aujourd'hui qu'il s'agit des espaces super-réflexifs) a la propriété de Banach-Saks[2] ; la réciproque est fausse[3].
- Tout espace de Banach ayant la propriété de Banach-Saks est réflexif[3],[4] ; la réciproque est fausse[5],[6].

On a donc la suite d'implications (strictes) :
si bien que la super-propriété de Banach-Saks équivaut à la super-réflexivité.
- Tout espace de Hilbert – ou ce qui revient au même : tout espace de Hilbert séparable – a la propriété de Banach-Saks de même que, plus généralement, les espaces Lp pour 1 < p < +∞, puisqu'ils sont uniformément convexes.

## Transfert
- Pour tout sous-espace fermé Y d'un espace de Banach X, l'espace X a la propriété de Banach-Saks si et seulement si Y et le quotient X/Y l'ont[7].
- La propriété de Banach-Saks est conservée par équivalence de norme (contrairement à la convexité uniforme, par exemple).
- Le dual n'hérite pas de cette propriété.

## Notions apparentées

### p-propriété de Banach-Saks
On dit qu'un espace de Banach X a la p-propriété de Banach-Saks si, pour toute suite bornée (xm)m dans X, il existe une sous-suite (xmn)n, un vecteur x dans X et une constante C > 0 (qui dépendent de la suite) tels que
S'il existe un p > 1 pour lequel X a cette propriété, alors X a la propriété de Banach-Saks ordinaire, car
Dans leur article de 1930, Banach et Saks ont essentiellement démontré que pour 1 < p < ∞, Lp([0, 1]) a la p-propriété.

### Propriété de Banach-Saks faible
Puisque la propriété de Banach-Sacks entraîne la réflexivité, il est naturel de chercher sous quelle hypothèse supplémentaire on a la réciproque. Un espace de Banach X a la propriété de Banach-Saks faible ou WBS (ou  BSR : propriété de Banach-Saks-Rosenthal, du nom de Haskell Paul Rosenthal) si toute suite faiblement convergente dans X admet une sous-suite qui converge au sens de Cesàro. Comme toute suite faiblement convergente est bornée, la propriété de Banach-Saks usuelle entraîne cette variante faible, et comme indiqué plus haut, pour un espace réflexif les deux sont équivalentes. Mais beaucoup d'espaces non réflexifs (donc n'ayant pas la propriété usuelle) ont la propriété faible :
- L'espace L1([0, 1]) a cette propriété faible[8].
- Pour tout espace métrique compact S, l'espace C(S) a la propriété de Banach-Saks faible si et seulement si l'ensemble dérivé itéré une infinité de fois, S(ω), est vide[9]. Par exemple, C([0, 1]) et ℓ∞ = C(βℕ) n'ont pas cette propriété faible, mais l'espace c = C({0, 1, 1/2, 1/3, … }) des suites convergentes l'a.
- Dans c, l'hyperplan fermé c0 des suites de limite nulle l'a aussi. Plus généralement, cette propriété passe aux sous-espaces fermés (mais pas aux quotients).

On définit de même la p-propriété de Banach-Saks faible.

### Propriété de Banach-Saks alternée
On dit qu'un espace de Banach X a la propriété de Banach-Saks alternée (ou ABS) si toute suite bornée (xm)m dans X a une sous-suite (xmn)n dont la suite des « moyennes alternées de Cesàro » 
converge en norme.
Cette propriété est intermédiaire entre les propriétés de Banach-Saks usuelle et faible et ces implications sont strictes : ℓ1 a la propriété faible (puisqu'il a la propriété de Schur) mais pas l'alternée et c0 a l'alternée mais – comme vu plus haut – pas l'usuelle.